# Annette Gunkel
Annette Gunkel (* 1962) ist eine deutsche Schauspielerin, Hörspiel- und Werbesprecherin, die durch die ständige Rolle der Yvonne in dem Fernsehschwank Drei reizende Schwestern bekannt wurde. Kindern ist ihre Stimme durch ihre regelmäßige Mitwirkung bei den Hörspielen der Sternenschweif-Serie bekannt.

## Leben
Ihre Ausbildung absolvierte sie 1987 an der Hochschule für Schauspielkunst „Ernst Busch“ Berlin mit dem Abschluss als Diplom-Schauspielerin. An der Georg-August-Universität Göttingen studierte sie Germanistik, Publizistik, Mittlere und neuere Geschichte. Sie hatte Engagements am Theater und arbeitet als Sprecherin von Hörspielen und Hörbüchern sowie für die Werbung.

## Filmografie
- 1985–1990: Drei reizende Schwestern
- 1986: Schäferstündchen[3]

## Hörspiele und Hörbücher
- Gott ist die Liebe. 1. Enzyklika = Deus caritas est. Auditorium Maximum, Gemünden 2006, ISBN 978-3-938307-99-1
- Aristoteles' Ethik. Die Frage nach dem guten Leben. Auditorium Maximum, Gemünden 2007, ISBN 978-3-938307-10-6
- „Gegen die Verhexung unseres Verstandes...“. Wittgensteins Philosophie. Auditorium Maximum, Gemünden 2007, ISBN 978-3-938307-06-9
- Martin Buber Die Beziehung zwischen Ich und Du., Leben und Dialogphilosophie. Auditorium Maximum, Gemünden 2008, ISBN 3-938307-09-9
- Sternenschweif bisher 17 Hörspiele, United Soft-Media. München
- Sheltie bisher 2 Hörspiele, United Soft-Media. München
- Philosophie. Die Grundfragen des Lebens. Auditorium Maximum. Darmstadt 2009, ISBN 978-3-534-60046-5
- Abaelard. Sein Leben – sein Denken. Auditorium Maximum. Darmstadt 2009, ISBN 978-3-534-60047-2
- Grobecks Grab. Nocturna Entertainment. Neu-Eichenberg 2009
- Emmy von Rhoden Der Trotzkopf, Verlag Petra Kehl, 2009, ISBN 978-3-930883-50-9
- Dunkle Wolken über Rom. Pius XII. und die Ewige Stadt 1943–1944. Hehl, Fulda 2010, ISBN 978-3-930883-45-5
- Max & Moritz – Eine Bubengeschichte in sieben Streichen 150 Jahre Jubiläums-Sonderausgabe, medienagentur.at 2015, ISBN 978-3-9504001-1-3
- Meine Lieblingsmärchen der Gebrüder Grimm medienagentur.at 2015, ISBN 978-3-9504001-0-6